# ウシオ (パチスロライター)
ウシオ（本名：丼上朋也、1978年7月1日 - ）は、日本のパチスロライター、埼玉県出身。身長1.78cm。血液型はB型。チョモランマのプロレスラー。炊飯器。必殺技は『止め打ちビンタ』『命釘固め』『ホルコンキック』。

## 略歴
立正大学卒業後の2002年に『パチスロ必勝本』（辰巳出版）の専属ライターとなり、10年勤める。大当たりの確率が一番悪い設定1を終日打つ「ウシオのイチ」の企画で人気を博し、ホールの情報「スーパースター」「サイクロン」の発案をするなど、看板ライターとして雑誌・テレビなど様々なメディアで活動する。ライター業の傍ら、コンサルティング業務、CM制作、ホールプロデュース、マンガ監修、専門動画配信のプロデュース、DVDの制作販売など、多岐に渡って活動した。
パチスロ必勝本を辞めてからは、2011年10月に映像制作・PV制作・イベント企画などを手掛ける株式会社サムライグラフを設立。2012年10月9日には博多に焼き肉店「さぶらい」、2013年7月3日には吉祥寺にパチスロ専門店「グランコスタ」（2018/10/28 閉店）、2015年12月21日にはアパレルブランド「LAXNY(ラクスニー)」、2018年9月16日には岐阜柳ヶ瀬にバー「SABURAI BAR（サブライバー）」をオープンするなど、複数の事業を展開している。
残業をしないことから公務員ライターと呼ばれていることをネタにしている。
座右の銘は「一蓮托生」。好きな魚はフナ。
2008年に『パチスロ必勝本』のライター仲間であった井上由美子と結婚したが、2010年に離婚。井上との間に男児がいる。離婚歴3回、結婚歴4回である（2020/1/1現在）。
公務執行妨害の疑いで留置場に4泊5日したことがある（後に警察サイドから謝罪され無罪で釈放）。留置されている間に子供が産まれた。

## 出演
- 「B番台のウシオです。」PS-STATION TV（2007年9月）
- 「パチスロ設定探偵団」CS GYAO（2008年8月）
- 「パチスロ！選抜チーム対抗戦 2010」MONDO TV（2010年12月）[10]
- 「スロット インポッシブル」ジャンバリ.TV（2011年7月）
- 「楽ナマ」ニコニコ生放送（2012年6月）
- 「グランドオープン DE ウシオ」ニコニコ生放送（2012年8月27日、2012年9月27日、2012年10月29日、2013年3月26日、2013年4月29日）[11]
- 「サムライ情報局」ニコニコ生放送（2013年6月3日）[12]
- 「ウシオのいいとこみせて！」ニコニコ生放送（2013年5月31日、2013年6月25日）
- 「日本一のパチスロ研究所」ニコニコ生放送（2013年6月23日）[13]
- 「回胴境界線　パチスロと共に･･･去りぬ 」ニコニコ生放送（2013年7月16日）[14]
- 「ウシオの野望」パチテレ！FAN（2013年9月）[15]
- 「パチっていいとも」ジャンバリ.TV（2014年4月）[16]
- 「#138ビックリドッキリコラボ！『おもスロ～ライフテレビ！』（前編）」サイトセブンTV（2014年11月19日）[17]
- 「#139ビックリドッキリコラボ！『おもスロ～ライフテレビ！』（後編）」サイトセブンTV（2014年11月26日）[17]

## 番組一覧
- 「パチスロ～ライフ」エンタメ～テレ
- 「samurai graph」YouTube
- 「ウシオの野望」YouTube